# Éon (mythologie)
Pour les articles homonymes, voir Aion et Eon.
Éon (grec moderne : Αἰών) est une divinité grecque associée au temps, au firmament et au zodiaque.
Le « temps » représenté par Éon est illimité, contrairement à celui de Chronos qui est un temps empirique divisé en passé, présent et futur. Il est ainsi le dieu de l'éternité, associé aux cultes à mystères qui s'intéressent à la vie après la mort, comme les mystères de Cybèle, Dionysos, Orphée et Mithra.
En latin, l’équivalent de cette divinité pourrait être Aevum ou Saeculum (en).
Il est habituellement accompagné d’une déesse de la terre, ou déesse mère, comme Tellus ou Cybèle. Une illustration le montre sur le plat de Parabiago.

## Iconographie et symbolique

Dessin représentant le dieu mithriaque léontocéphale trouvé au mithraeum de C. Valerius Heracles and sons, inauguré en 190 à Ostia Antica, Italie (CIMRM 312).

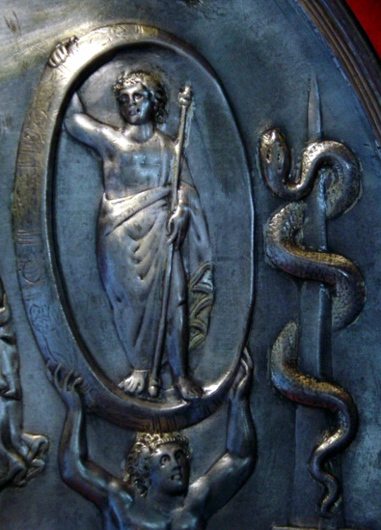
Détails du plat de Parabiago montrant Éon ; Tellus (non visible) apparaît en bas du plat dont le centre représente le char de Cybèle.

Éon est habituellement représenté comme un jeune homme nu, ou à moitié nu, à l'intérieur d'un cercle représentant le zodiaque, ou le temps éternel et cyclique. On peut citer en exemples deux mosaïques romaines de Sentinum (l'actuelle Sassoferrato) et Hippo Regius en Afrique romaine, ainsi que le plat de Parabiago.

On le figure aussi en vieil homme, puisqu’il représente le temps cyclique. Dans les Dionysiaques, le poète Nonnos associe Éon aux Heures. Une citation de Nonnos apparaît dans la traduction anglaise des Dionysiaques : 

« changes the burden of old age like a snake who sloughs off the coils of the useless old scales, rejuvenescing while washing in the swells of the laws [of time],. »

L'image du serpent entortillé est lié à un gouvernail ou à un cerceau à travers l'ouroboros, un anneau formé par un serpent tenant le bout de sa queue dans sa gueule. Servius, un grammairien latin du IVe siècle, note que l'image d'un serpent se mordant la queue représente la nature cyclique de l'année.
Dans son œuvre sur les hiéroglyphes (Ve siècle), Horapollon fait une distinction plus poussée entre un serpent qui cache sa queue sous le reste de son corps, qui représente Éon, et l’ouroboros qui représente le « cosmos ».

## Identifications
L'écrivain Martianus Capella (Ve siècle) identifie Éon à Cronos (en latin Saturne), nom qui l'a conduit à être assimilé à Chronos (« Temps »), de la même façon que le souverain du monde souterrain Pluton était confondu avec Ploutos (Plutus, « Richesse »). Martianus présente Cronos-Éon comme le conjoint de Rhéa (en latin Ops), identifiée à Phusis.
L'historien Franz Cumont, dans sa reconstitution très spéculative de l’univers mithraïque, assimile Éon à l’Éternité (parfois représentée en tant que Saeculum (en), Cronos, ou Saturn). Ce serait le dieu qui a émergé du Chaos primordial, et qui, en retour, a créé le Paradis et la Terre. Ce dieu est représenté ailé et torse nu, avec une tête de lion (léontocéphale) et entouré par un serpent. Il tient en général dans ses mains un sceptre, des clefs ou un éclair. Dans la théologie mithraïque, la figure du Temps « jouait un rôle important, bien que sa nature exacte reste obscure ».

### Alexandrie d'Égypte
L'encyclopédie de la Souda identifie Éon à Osiris. À Alexandrie, sous les Ptolémée, il existait un oracle des rêves, où le dieu syncrétique hellénistique Sérapis était reconnu comme Aion Plutonius. L’épithète Plutonius souligne les aspects fonctionnels partagés avec Pluton, maître des Enfers et époux de Perséphone dans les traditions d’Éleusis. L'évêque Épiphane de Salamine dit qu’à Alexandrie, la mise au monde d’Éon par Perséphone était célébrée le 6 janvier : « Ce jour-là, à cette heure-là, la Vierge donna naissance à Éon ». La date, qui coïncide avec l’Épiphanie, clôturait les célébrations du nouvel an, terminant le cycle du temps incarné par Éon.
À Alexandrie, Éon était une forme d’Osiris-Dionysos, qui renaissait chaque année. Il était représenté avec des croix sur les mains, sur les genoux et sur le front. Le théologien Gilles Quispel en a conclu que sa représentation était le résultat d’une intégration de Protogonos qui, comme Éon, est associé à un serpent enroulé dans le mithraïsme à Alexandrie. Il « assure l’éternité de la cité ».

### Empire romain
Cet Éon syncrétique est devenu le symbole et le garant de l'immortalité dans l'Empire romain. Des empereurs comme Antonin le Pieux ont frappé des pièces de monnaie avec pour légende le nom d'Éon, dont l’homologue féminin romain était Éternité,. D'autres pièces de monnaie romaines associent Éon et Aeternitas au phénix, comme un symbole de renaissance et de renouvellement cyclique.
Dans les derniers discours des Grecs, Éon apparaît comme une personnification divine, une sorte de « représentant créatif du grand projet cosmique ». L’importance d’Éon repose sur sa flexibilité : c’est une conception à travers laquelle différentes idées sur le temps et la divinité se rencontrent à l’époque hellénistique, dans le contexte des tendances monothéistes.